# Алекс Лајфсон
Александар Живојиновић (енгл. Alexandar Zivojinovich; Ферни, Британска Колумбија, 27. август 1953) познат под псеудонимом Алекс Лајфсон (енгл. Alex Lifeson) канадски је музичар, најпознатији као гитариста рок групе Rush. У лето 1968. године, Алекс је основао групу заједно са пријатељима Џоном Рацијом и Џефом Џоунсом. Алекс свира електричну и акустичну гитару, као и друге жичане иструменте. Такође у уживо наступима изводи пратеће вокале, и повремено клавијатуре и бас педал синтисајзере.

## Биографија
Александар Живојиновић је рођен Фернију, Канада у породици српских имигранта, Ненад и Меланија Живојиновић, а одрастао је у Торонту. Његово уметничко име претпоставља се да је превод његовог презимена „Живојиновић“. Своју прву гитару је добио у дванаестој години од оца за Божић, која је била акустична са шест жица. Касније је била надограђена на јапански модел. Његови утицаји су му били: Џими Хендрикс, Пит Таунсенд, Џеф Бек, Ерик Клептон, Џими Пејџ, Стив Хакет и Алан Холдсворт. Године 1963, Алекс упознаје будућег бубњара Раша, Џона Рација у школи. Обоје су били заинтересовани у музику, па су одлучили да основе групу Раш.